# Elias Van Breussegem
Elias Van Breussegem (10 de abril de 1992) es un ciclista belga, miembro del equipo Shifting Gears Strategica. 

## Palmarés
2016
- Tríptico de las Ardenas, más 1 etapa
- Omloop Het Nieuwsblad sub-23[1]

2021
- Dorpenomloop Rucphen

2024
- 1 etapa del Tour de Salalah